# 基多都主教座堂
基多都主教座堂（西班牙語：Catedral Metropolitana de Quito）是天主教基多总教区的主教座堂（自1545年以来），位于厄瓜多尔首都基多独立广场的西南侧。

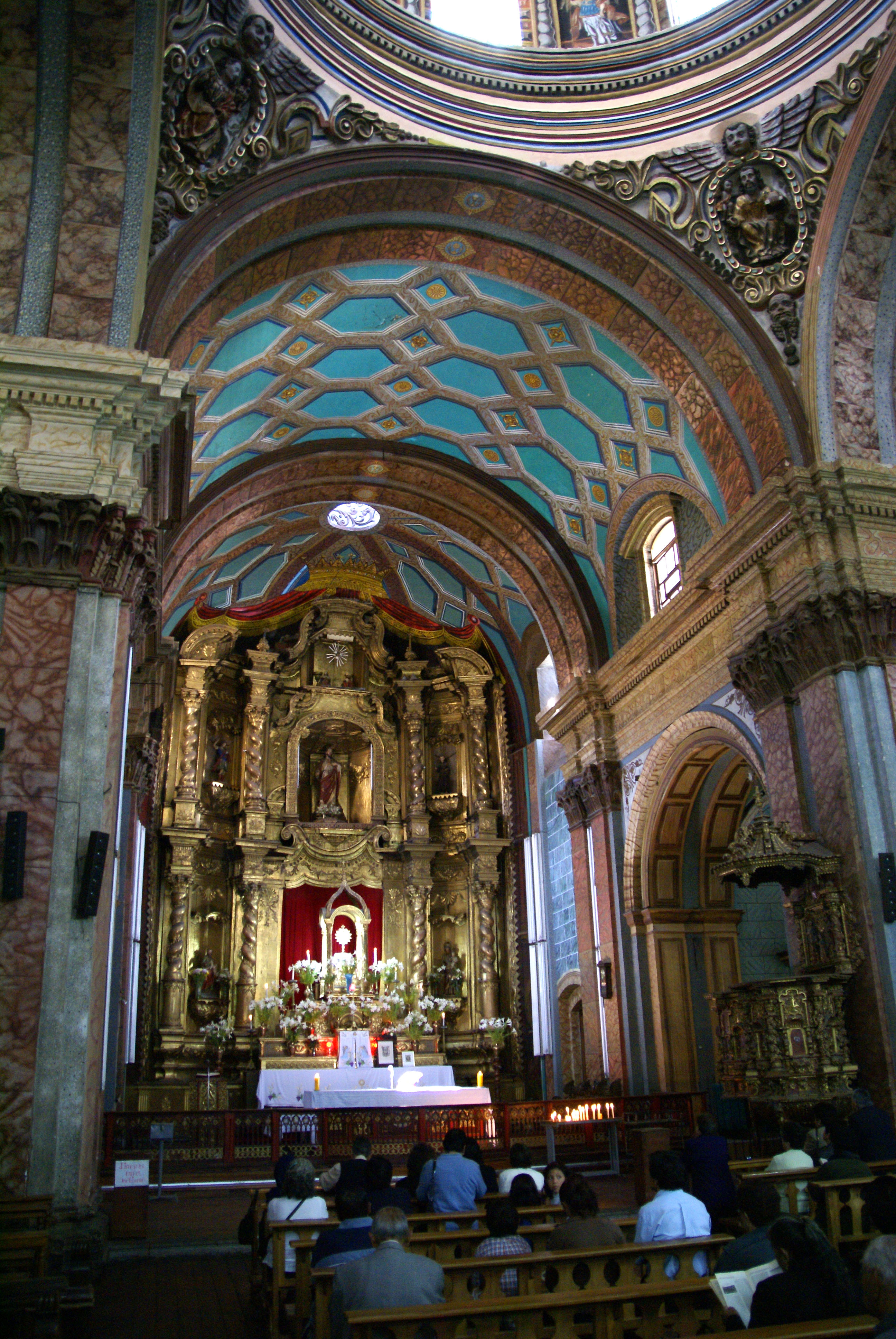
正祭台

## 历史
1534年基多建城之初，大广场的西南侧就归属教会。该堂于1562年开工建造，建筑师为Antonio García。1572年该堂祝圣。

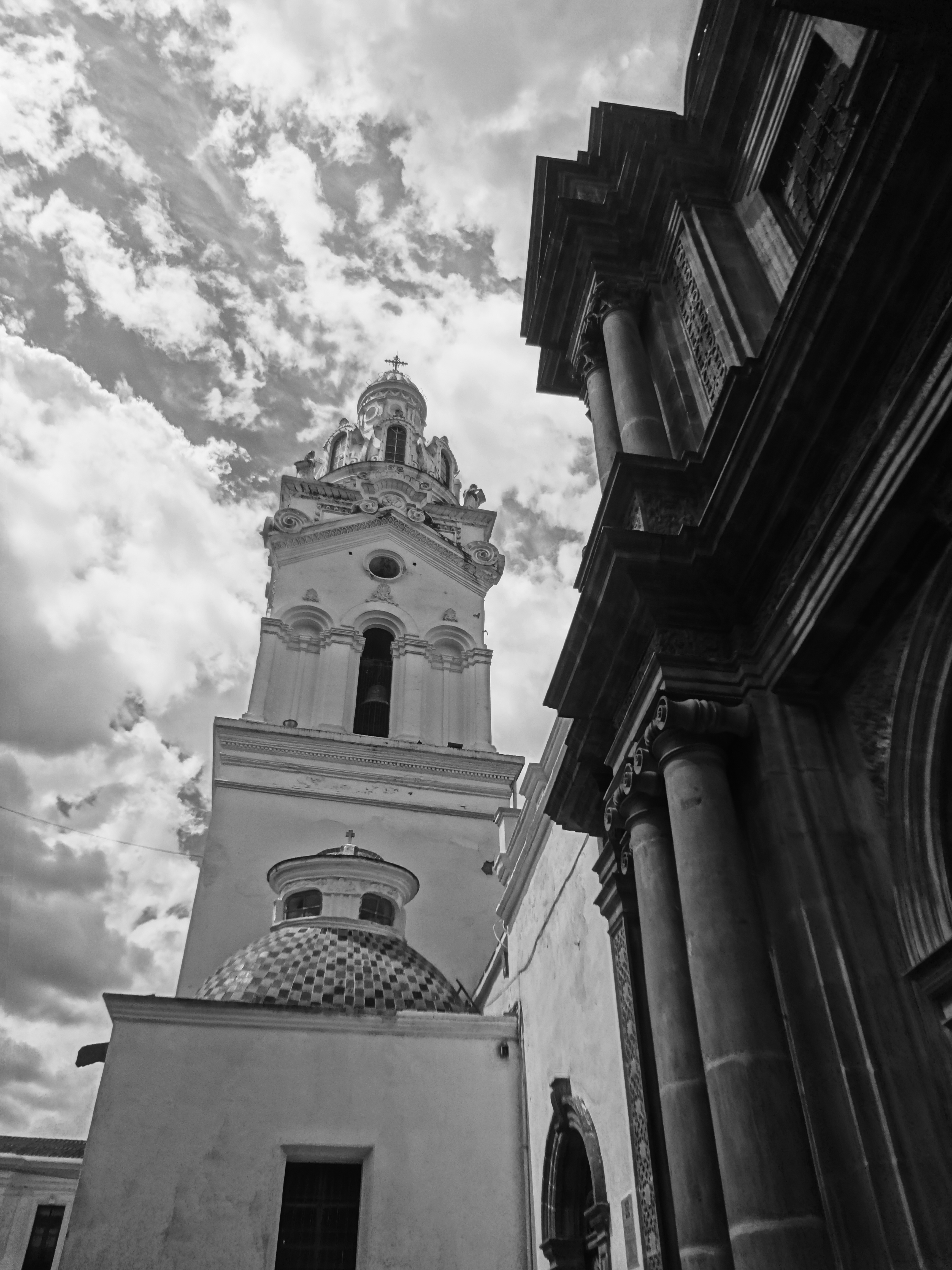
钟楼
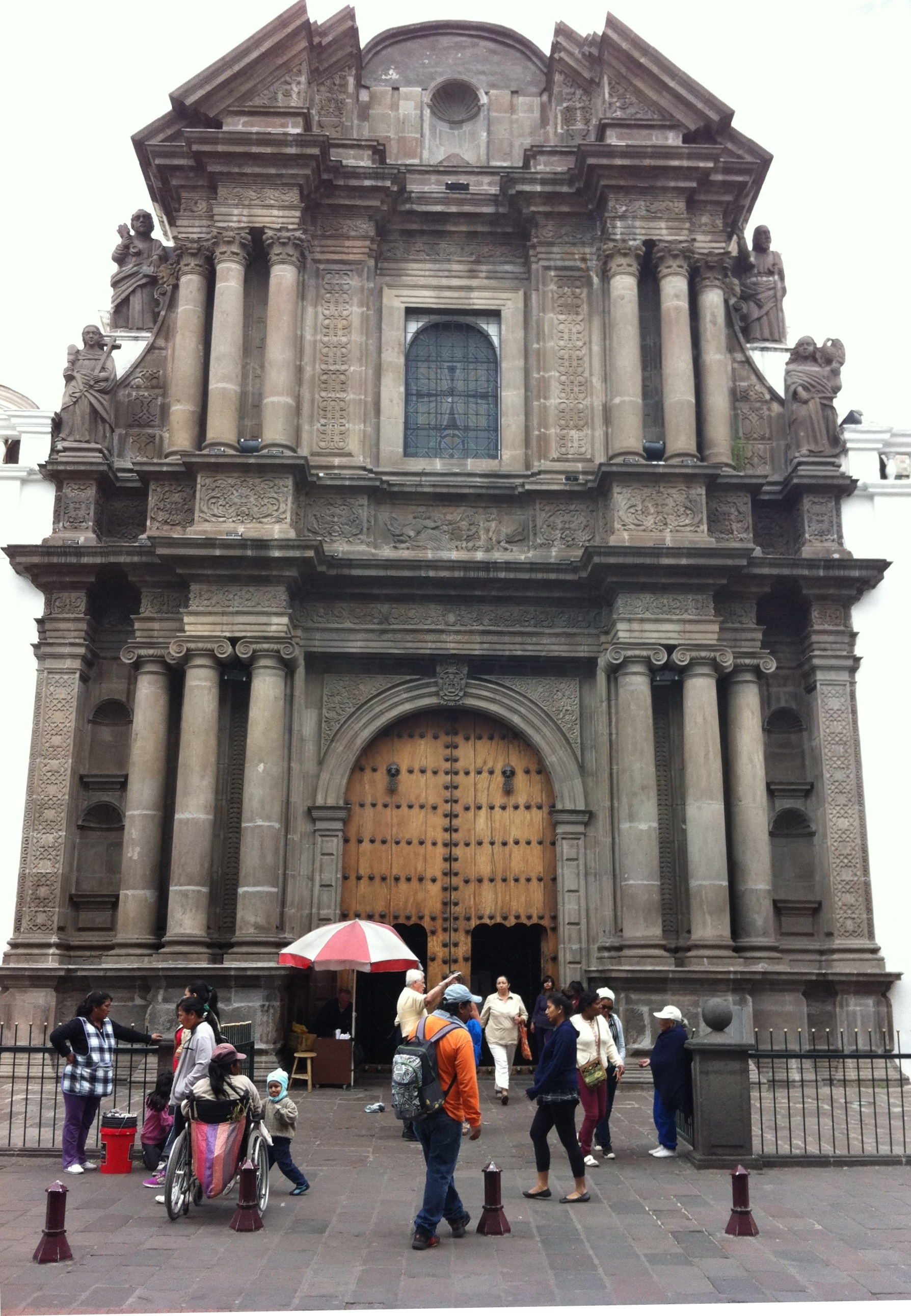
正立面
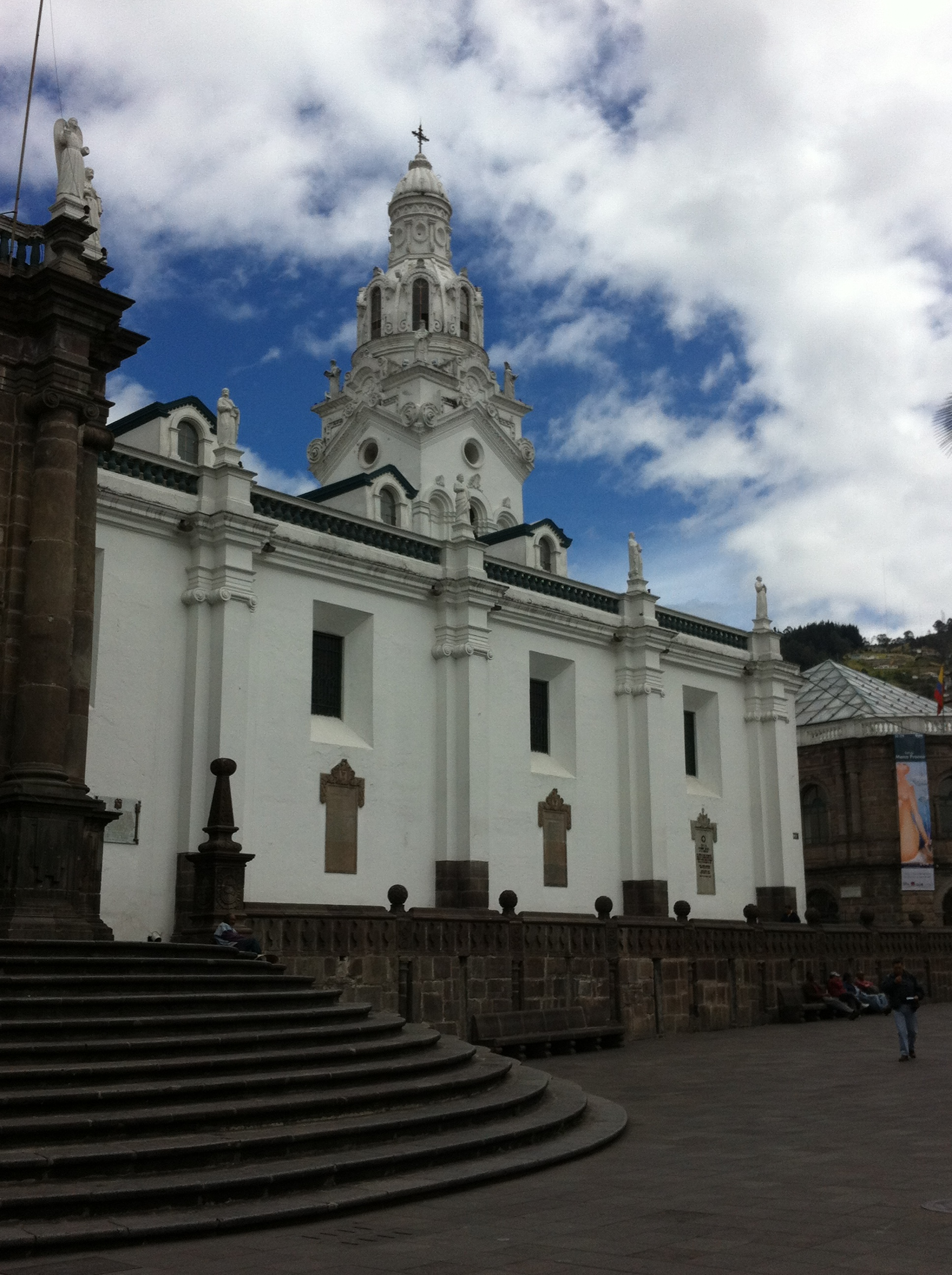
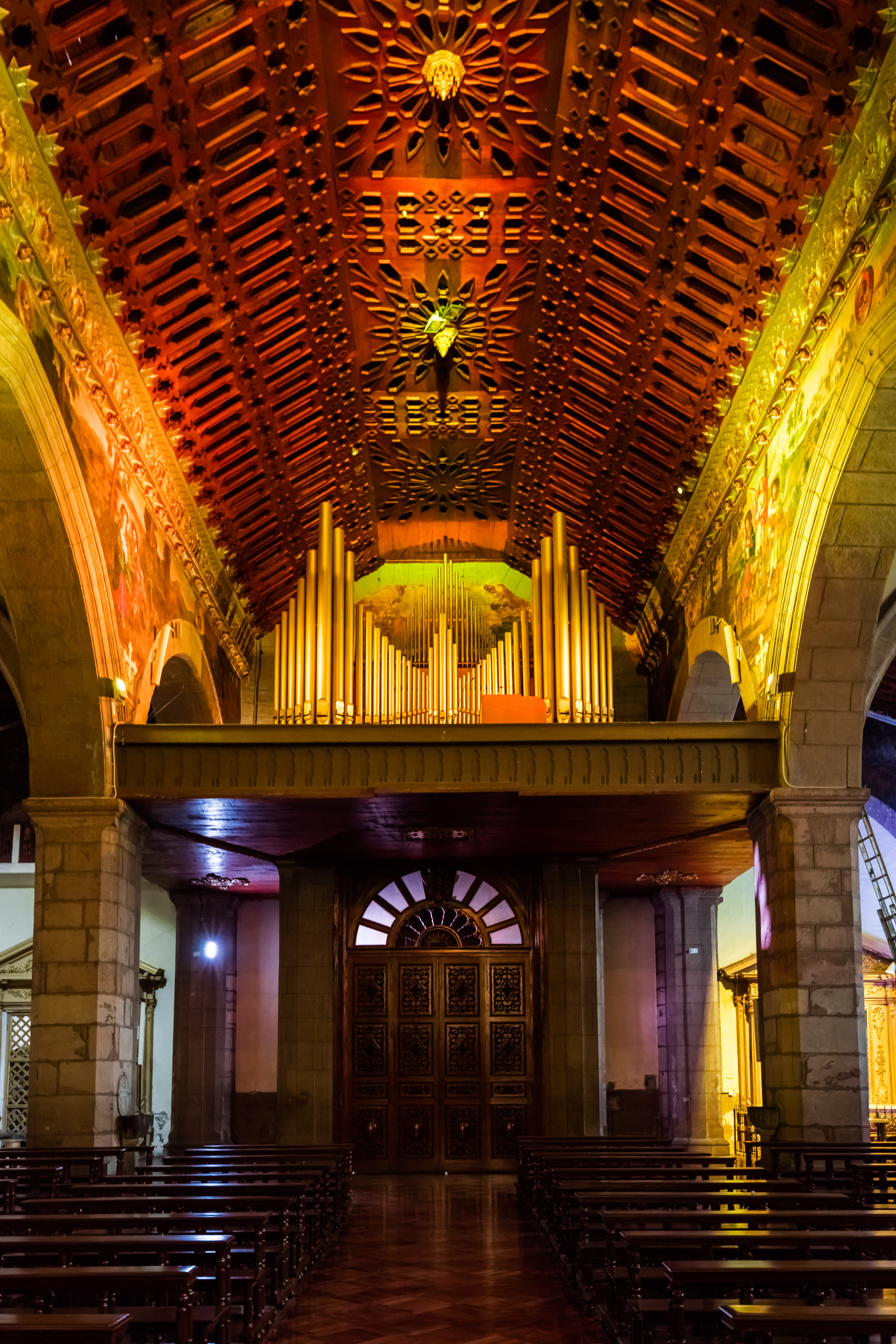
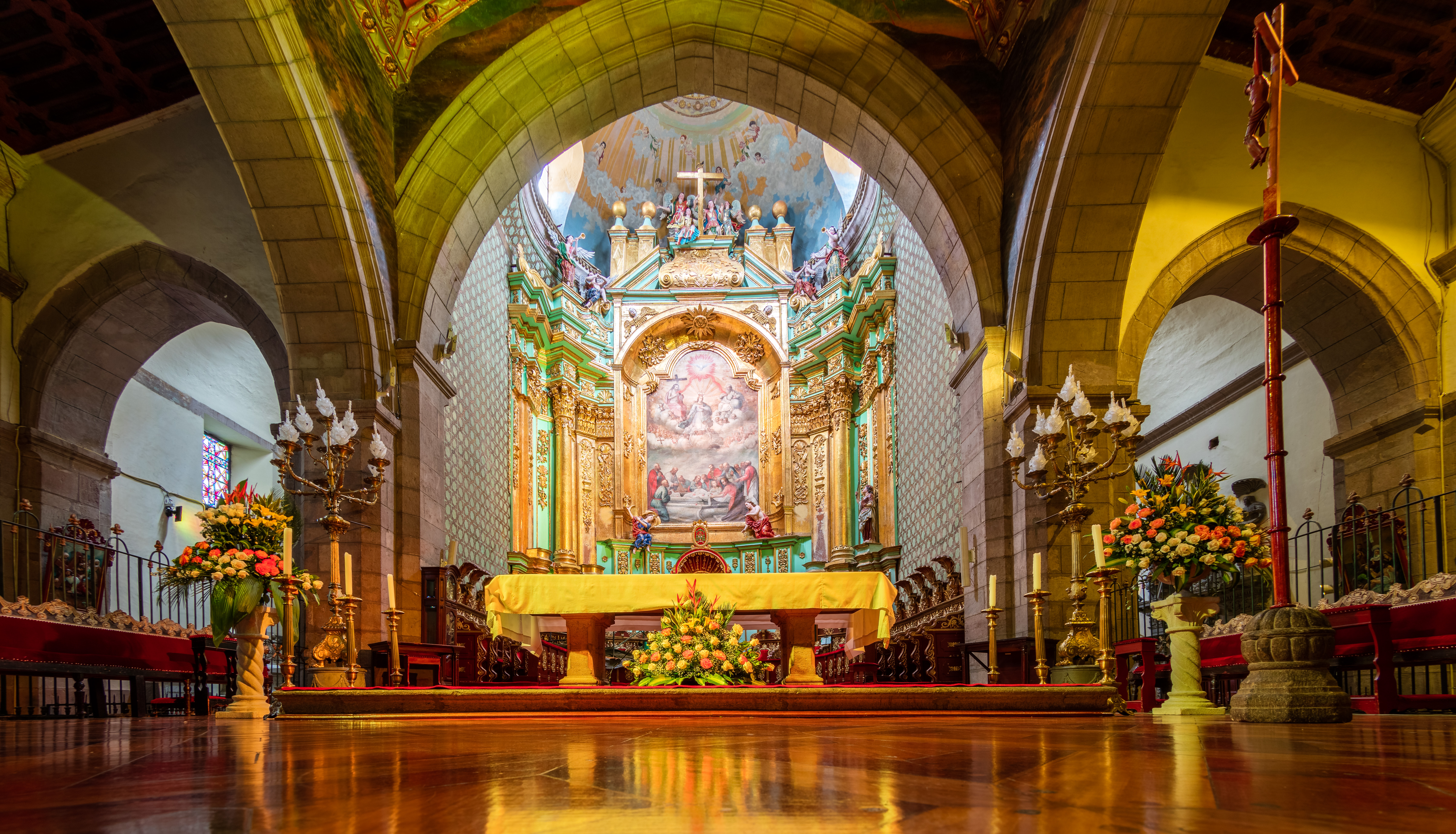
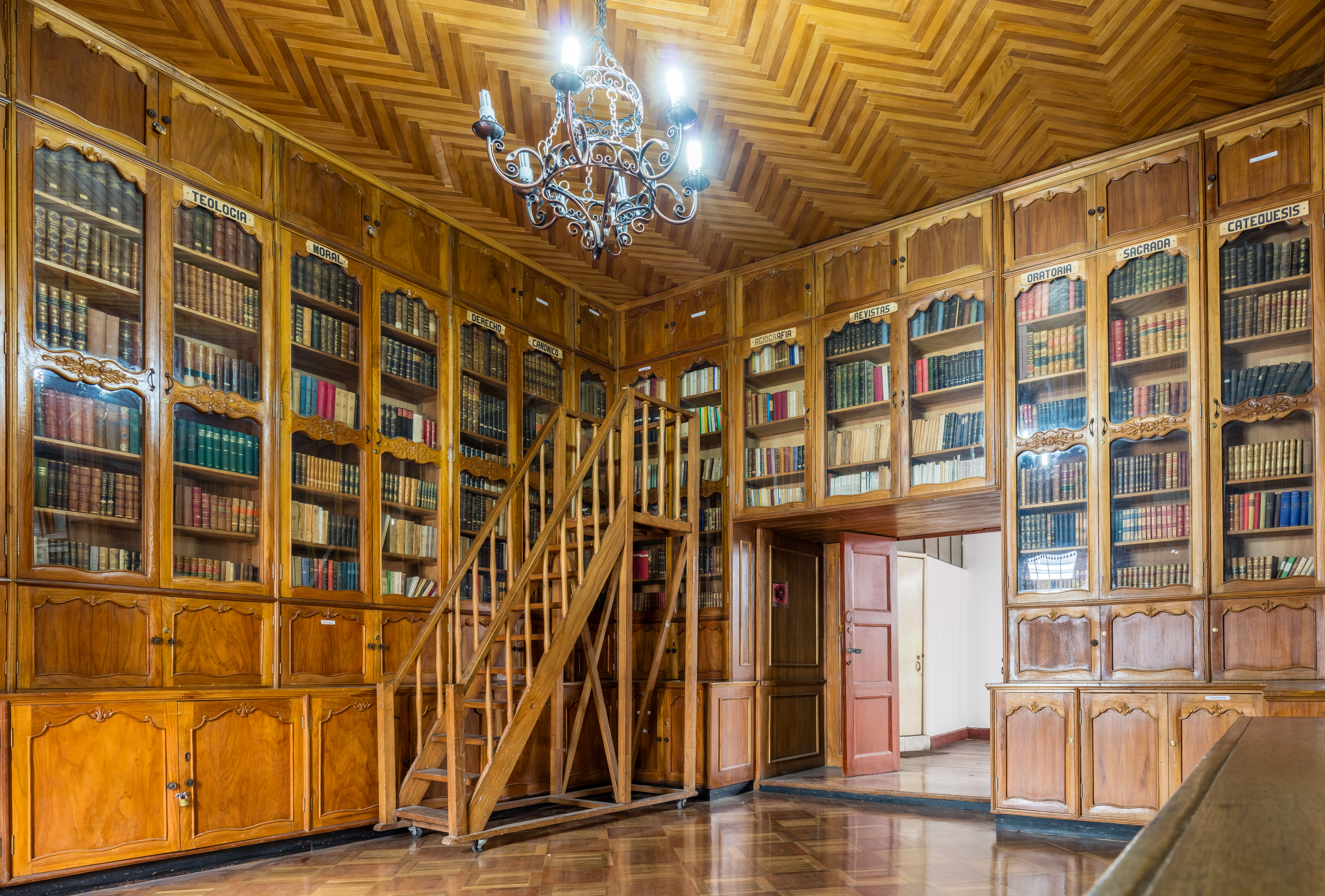